# 800
800 (DCCC, na numeração romana) foi um ano bissexto, o último do século VIII, do Calendário Juliano, da Era de Cristo, teve início a uma Quarta-feira e terminou a uma Quinta-feira, e as suas letras dominicais foram E e D.
| Ano completo                           |
| -------------------------------------- |
| Ano bissexto com início à quarta-feira |

## Eventos
- 25 de Dezembro - O Papa Leão III coroa Carlos Magno como imperador no natal para representar que Carlos Magno tinha o apoio da igreja. Carlos Magno se torna (Imperator Romanorum) do que será o Sacro Império Romano-Germânico.

## Nascimentos
- Nasce em Roma o Papa Sérgio II, que morre em 27 de Janeiro de 847.

## Mortes
- 3 de junho - Morre o oficial eunuco bizantino Estaurácio.